# 橘貓

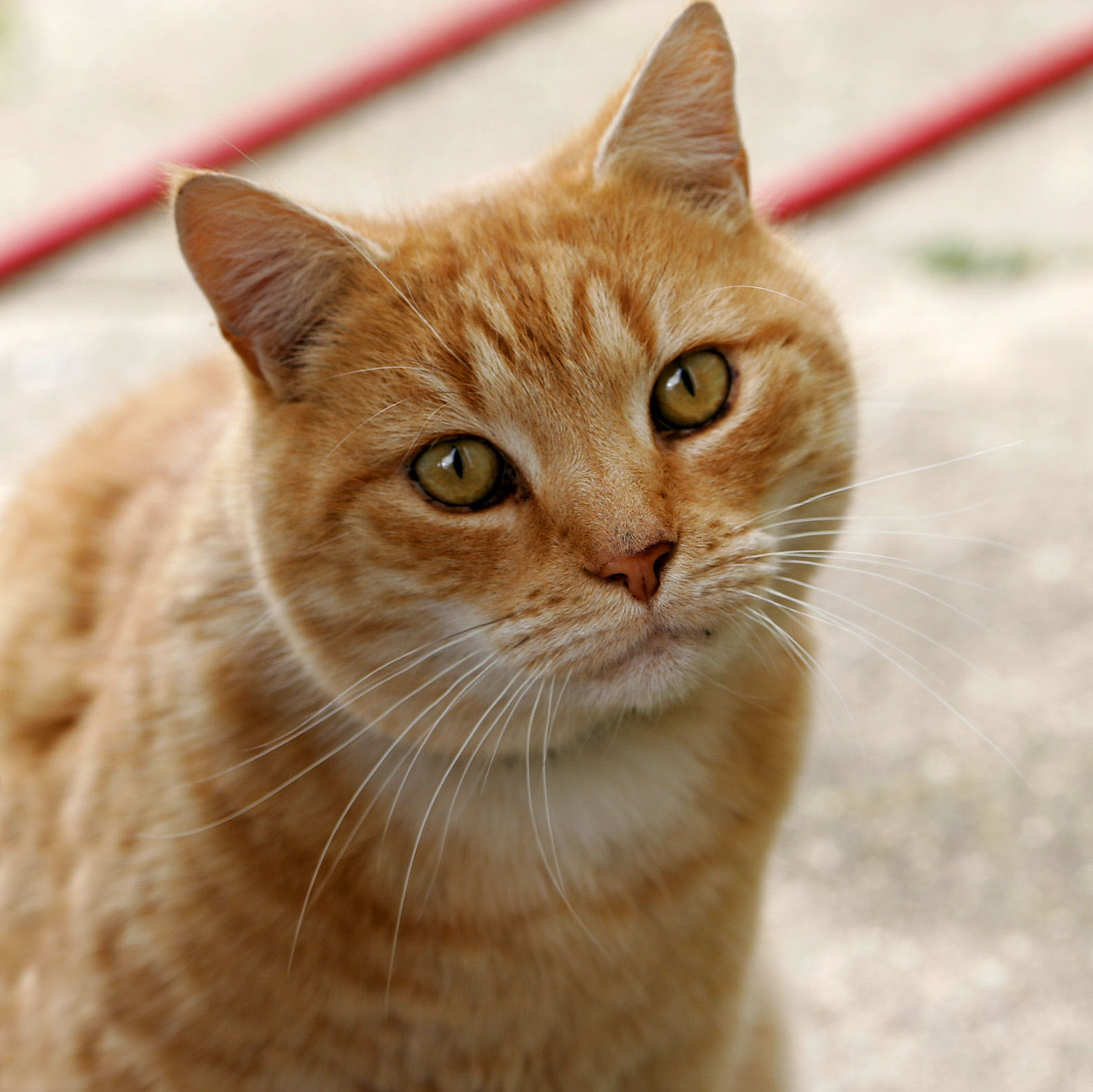
橘黃、橘紅或薑黃色的混種短毛家貓

橘貓，也称橘子貓，是混種貓中常見的一種毛色，成年公貓通常有5公斤以上，母貓4公斤以上。
橘貓中的公貓較多（約佔三分之二，決定貓毛色的基因是性聯遺傳），毛色通常分成全橘色、橘白相間兩種。全橘色的貓，身上會帶有淺淺白色條紋相間，僅有少數貓會在肚子呈現白色。橘白相間的貓，身上有大塊橘色斑塊與白底毛色相間。公貓通常是全橘色居多，母貓則是橘白色相間居多。
橘貓給人一種愛吃易胖、需要控制食量的印象。美國一家動物收容所在2012年收留过一隻體重達19公斤的橘貓。漫畫加菲貓的原型其實也是橘色的雄性異國短毛貓。在中国，有着“十只橘猫九只胖，还有一只赛大象（也作‘压塌炕’或‘特別胖’）”等流行俗语。

## 另見
- 混種貓
- 三色貓
- 玳瑁貓
- 虎斑貓
- 楼楼